# Bg och Bs
Bg- och Bs-loken var en serie elektrolok vid Statens Järnvägar (SJ), som ursprungligen levererades till Göteborg-Borås Järnväg (GBJ) under perioden 1936-39. Loken övergick i SJ:s förvaltning i samband med förstatligandet av GBJ år 1940. Bg-loken var växlade för godståg (utväxling 16:87), medan Bs-loken var växlade för persontåg (utväxling 22:82). I övrigt var loken identiska. Loken var konstruerade som boggilok med hålaxeldrift, och dess korg hade ett utseende som påminde om D-loken. Då D-loken var traditionella koppelstångslok kom Bg- och Bs-loken att inofficiellt kallas för "D-lok med boggier". Liknelsen var träffande då Bg- och Bs-lokens elektriska utrustning var identisk med D-lokens, förutom drivmotorernas typ och antal.
| Huvuddata och förvaltning  | Huvuddata och förvaltning       | Huvuddata och förvaltning |
| -------------------------- | ------------------------------- | ------------------------- |
| Axelanordning och spårvidd | Axelanordning                   | Bo'Bo'                    |
| Axelanordning och spårvidd | Spårvidd                        | 1435 mm                   |
| Motorer                    | Antal                           | 4                         |
| Motorer                    | Beteckning                      | KJ 77                     |
| Motorer                    | Typ                             | Kommutator                |
| Motorer                    | Timeffekt                       | 400 hk                    |
| Transmission               | System                          | Kuggväxel + hålaxel       |
| Transmission               | Utväxling (Bg)                  | 16:87                     |
| Transmission               | Utväxling (Bs)                  | 22:82                     |
| Transmission               | Utväxlingsförhållande (Bg)      | 1:5,44                    |
| Transmission               | Utväxlingsförhållande (Bs)      | 1:3,72                    |
| Dimensioner                | Drivhjulsdiameter               | 1060 mm                   |
| Dimensioner                | Längd över buffertar            | 11900 mm                  |
| Dimensioner                | Boggihjulbas                    | 2800 mm                   |
| Elsystem                   | Linjespänning, nominell         | 15 kV växelström          |
| Elsystem                   | Linjefrekvens, nominell         | 16⅔ Hz                    |
| Vikter                     | Tjänstevikt                     | 68000 kg                  |
| Vikter                     | Adhesionsvikt                   | 68000 kg                  |
| Vikter                     | Största axeltryck               | 17000 kg                  |
| Prestanda                  | Startdragkraft (Bg)             | 18 ton                    |
| Prestanda                  | Startdragkraft (Bs)             | 12 ton                    |
| Prestanda                  | Största tillåtna hastighet (Bg) | 65 km/h                   |
| Prestanda                  | Största tillåtna hastighet (Bs) | 100 km/h                  |
| Prestanda                  | Timeffekt                       | 1600 hk                   |
| Förvaltning                | Tillverkare, mekanisk del       | NOHAB (†)                 |
| Förvaltning                | Tillverkare, elektrisk del      | ASEA                      |
| Förvaltning                | Operatör (1936-40)              | GBJ                       |
| Förvaltning                | Operatör (1940-64)              | SJ                        |
| Förvaltning                | Leveransperiod                  | 1936-39                   |
| Förvaltning                | Slopningsperiod (‡)             | 1961-64                   |

†) Ett lok tillverkades 1939 av Motala Verkstad AB.

‡) Samtliga lok var skrotade år 1965.